# Sisyrinchium groenlandicum
Sisyrinchium groenlandicum (синьоочки ґренландські) — вид багаторічних трав'янистих рослин родини Півникові (Iridaceae).

## Опис
Це багаторічна щільноросла трава, від зеленого до оливкового або темно-оливкового кольору, коли суха, до 3.3 дм заввишки; кореневища ледве помітні. Стебла прості, часто з пурпурним відтінком верхівково, шириною 1–2 мм, голі. Листові пластини голі. Квіткові листочки від блідо блакитних до білуватих, основи жовті; зовнішні листочки оцвітини 5.7–10.3 мм, верхівки округлі. Коробочка від темно-коричневого до чорного кольору, 2.8–6.5 мм. Насіння від шаруватого до перевернутого конуса, без очевидних западин, 0.7–1.2 мм, зернисте. 2n= 32.

## Поширення
Potamogeton groenlandicus є рідкісним ендеміком Ґренландії.
Квітне влітку. Населяє південні експозиції в степових/пустищних умовах; на висотах 30–300 м.